# Reyer Venezia 1995-1996
Questa voce raccoglie le informazioni riguardanti la Reyer Venezia nelle competizioni ufficiali della stagione 1995-1996

## Stagione
La Reyer Venezia gioca il campionato serie A2 1995-1996 senza sponsor. Arriva seconda e guadagna l'accesso ai play off promozione. Alla fine dei play off guadagna la promozione in serie A1, però i problemi finanziari della società emergono decretandone il fallimento e la mancata iscrizione alla massima serie per la stagione 1996-1997. Un gruppo di fedelissimi sostenitori ricostituì la società che ripartì dalla serie C2.

## Roster
- Steve Burtt
- Sergio Mastroianni
- Filippo Cattabiani
- Andrea Meneghin
- Luca Silvestrin
- Alberto Pietrini
- Massimo Chiarello
- Nicola Barbiero
- Andrea Sciarabba
- Matteo Herich
- Robert Engel
- Matteo Fedrigo
- Daniele Benin[1]
- Allenatore: Frank Vitucci[2]
- Vice allenatore: Andrea Ferraboschi